# Гліптотека (Мюнхен)
48°08′47″ пн. ш. 11°33′56″ сх. д. / 48.14639° пн. ш. 11.56556° сх. д.

Гліптотека в Мюнхені (нім. Münchener Glyptothek) — зібрання давньогрецької та давньоримської скульптури у власності землі Баварія, яке знаходиться у її столиці — Мюнхені. Гліптотекою називають і сам будинок в Мюнхені, в якому розміщується зібрання. Шедеврами колекції Гліптотеки вважаються Фавн Барберіні і придбані в 1813 році фігури з фронтонів храму Аттай з острова Егіна, так звані «егінети».
Нова гліптотека Карлсберга в Копенгагені була названа за прикладом мюнхенської Гліптотеки.

## Будівництво
Будівля Гліптотеки була зведена в північній частині площі Кенігсплац (нім. Königsplatz) за наказом кронпринца Людвіга, майбутнього короля Людвіга I. Площа Кенігсплац зведена в 1815 році архітектором Лео фон Кленце за подобою античного форуму за проектами Карла фон Фішера.

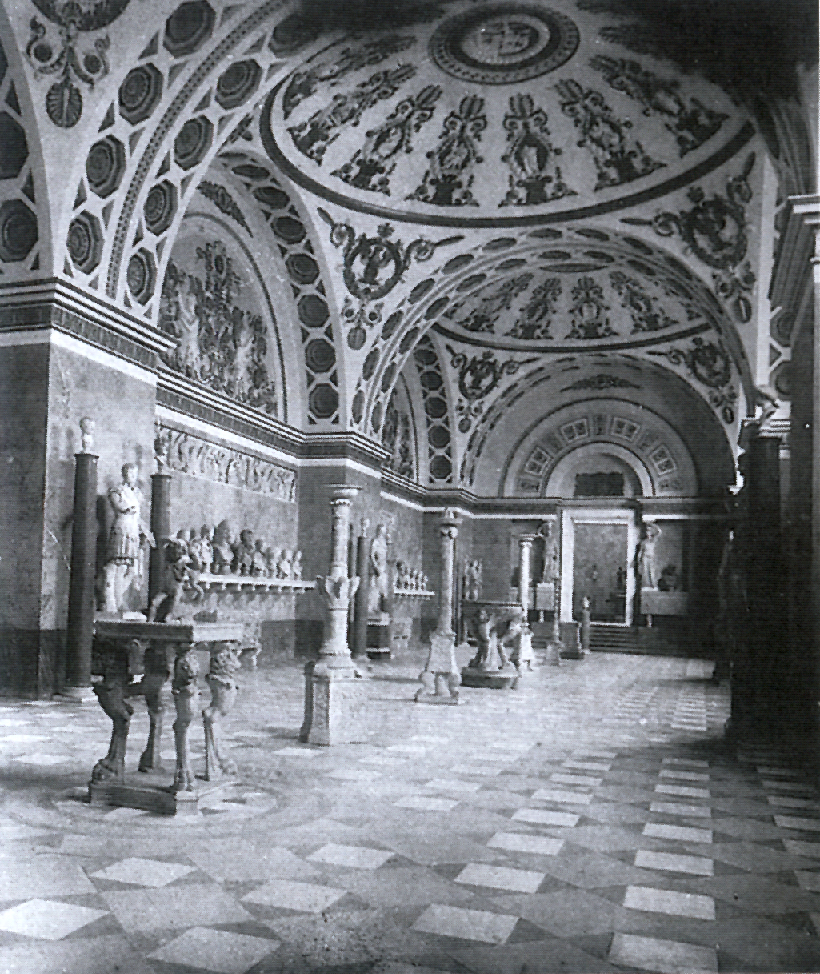
Інтер'єр Гліптотеки. 1900

Тринадцять залів прямокутної, квадратної і круглої форм оточують внутрішній двір, центральна частина будівлі височить над залами. Перед входом знаходяться дванадцять іонічних колон. Фронтонна група над входом роботи Йоганна Мартіна фон Вагнера присвячена богині Афіні, покровительці пластичних мистецтв. Зовнішні стіни будівлі прикрашені скульптурами в нішах, вікна будівлі звернені до внутрішнього подвір'я. Скульптури зображують міфічних та історичних представників мистецтв. На фасаді, що до Кенігсплацу, знаходяться скульптури Дедала, Прометея, Адріана, Перікла, Фідія та Гефеста. На західній та східній стороні будівлі розмістилися скульптурні портрети зодчих епохи Ренесансу і скульпторів — сучасників створення Гліптотеки (в тому числі Торвальдсена та Канови), чиї твори раніше експонувалися в залі Новітнього мистецтва, а пізніше перемістилися в «Нову пінакотеку».
Під час Другої світової війни будівля Гліптотеки була зруйнована і відкрилася для відвідувачів знову у 1972 році. Створені Петером Корнеліусом в 1820—1830 роки фрески зі зображенням давньогрецьких богів виявилися безповоротно втраченими. Збереглися лише окремі фрагменти, а в Національній галереї в Берліні зберігаються ескізи до цих фресок. Не був відновлений після війни і асирійський зал, створений фон Кленце в 1864 році у внутрішньому дворику музею. Вісім ассирійських рельєфів та вавилонські леви в наш час[коли?] знаходяться в експозиції Державного музею єгипетського мистецтва. Величезна колона, встановлена у внутрішньому дворику, раніше у ряді інших прикрашала вхід до будівлі Античного зібрання.

## Колекція
Зібрання скульптур, мозаїки і рельєфів Гліптотеки охоплює період від архаїки (650 р. до н. е.) до пізнього Риму (бл. 400 н. е.). Своїм існуванням колекція зобов'язана в першу чергу королю Людвіга I, який ще принцом з 1804 року зайнявся систематичним придбанням творів античної скульптури. Мартін фон Вагнер, радник Людвіга з питань мистецтва, придбав в 1813 році  «Фавна Барберіні» в Римі і «егінетів» — найцінніші фронтонні фігури з егінського храму Аттай в Греції. Лео фон Кленце на аукціоні в Парижі в 1815-16 роках придбав виявлені в Римі зображення богині Ейрени і Діомеда, а «Іліон» з празької колекції Рудольфа II Людвіг придбав для своєї колекції в Відні в 1814 році сам. Потім пішли подальші придбання, як, наприклад, в 1853 р. — «Аполлон Тенейський» і так званий «мюнхенський Курос». Придбаний в 1938 р. знаменитий  «Дискобол з Есквілін» («Дискобол» Мирона) через десять років під тиском американських окупаційних властей було повернуто в Італію.

### Архаїчний період (700—490 роки до н.е.)
Основні твори цього періоду — ранньо-грецькі статуї юнаків, зокрема «мюнхенський курос» (юнак із Аттики, бл. 540 р. до. н. н.) і «Аполлон Тенейський» (юнак із Коринфа, бл. 560 р. до н. е.), а також егінети (фронтонні фігури з вівтаря Аттай на острові Егіна, бл. 500 р. до н. е.)

## Галерея

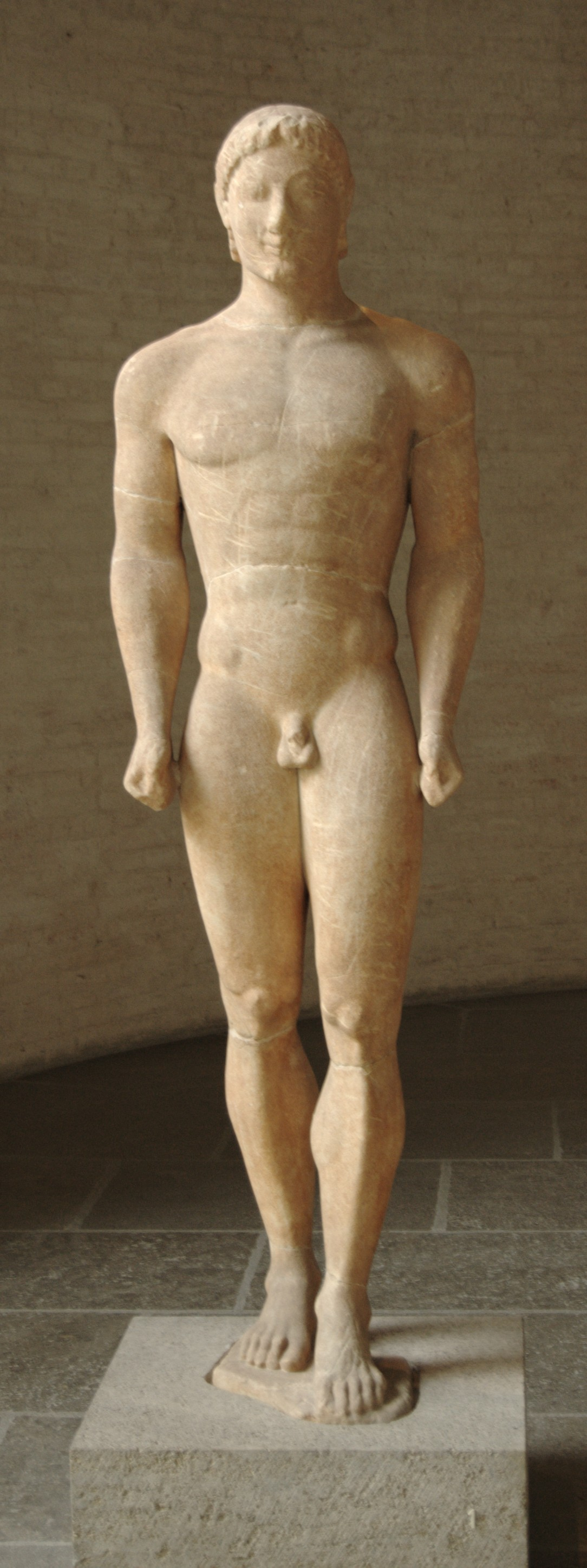
«Мюнхенський Курос»
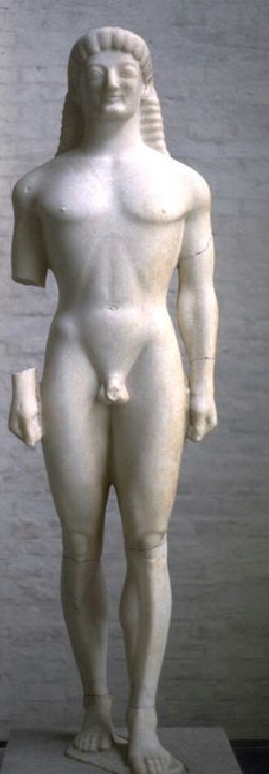
«Аполлон Тенейський»
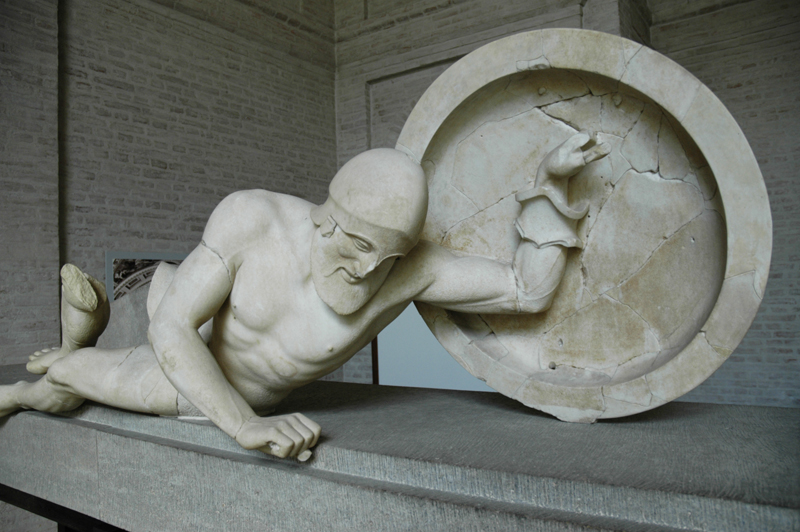
Егінет з храму Аттай
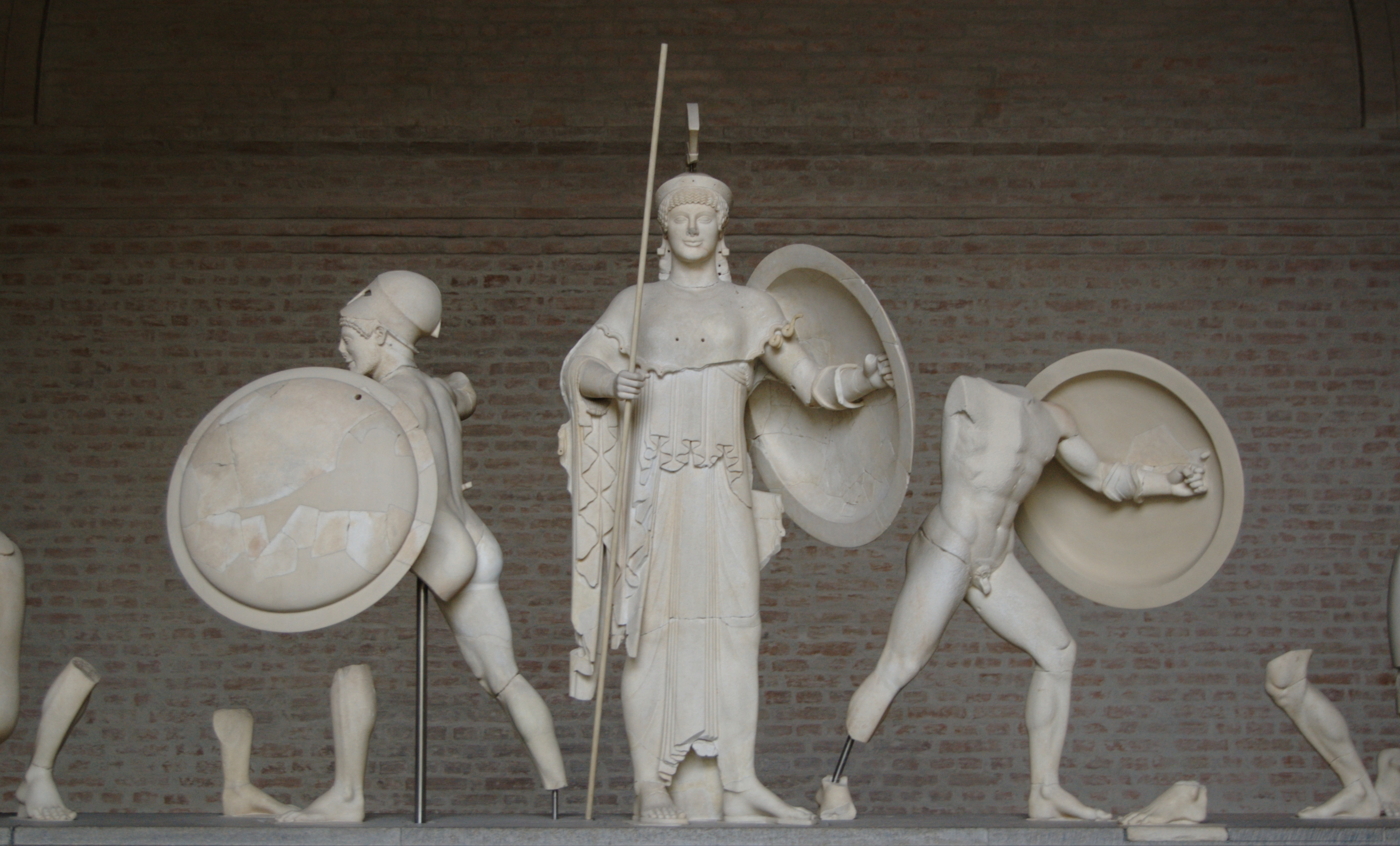
Скульптурна група. Центральний фронтон храму Аттай

### Класичний період (490—323 роки до н.е.)
До найвідоміших експонатів цього періоду належать зображення Гомера (460 р. до н. е.), Статуя Діомеда (430 р. до н. е.), «Медуза Ронданіні» (440 р. до н. е.), надгробна стела Мнесарет (380 р. до н. е.), статуя Ейрени (370 р. до н. е.), статуя Александра Великого («Александр Ронданіні») (бл. 338 р. до н. е.) і статуя схиленого юнака Іліонея (бл. 320 р. до н. е.).

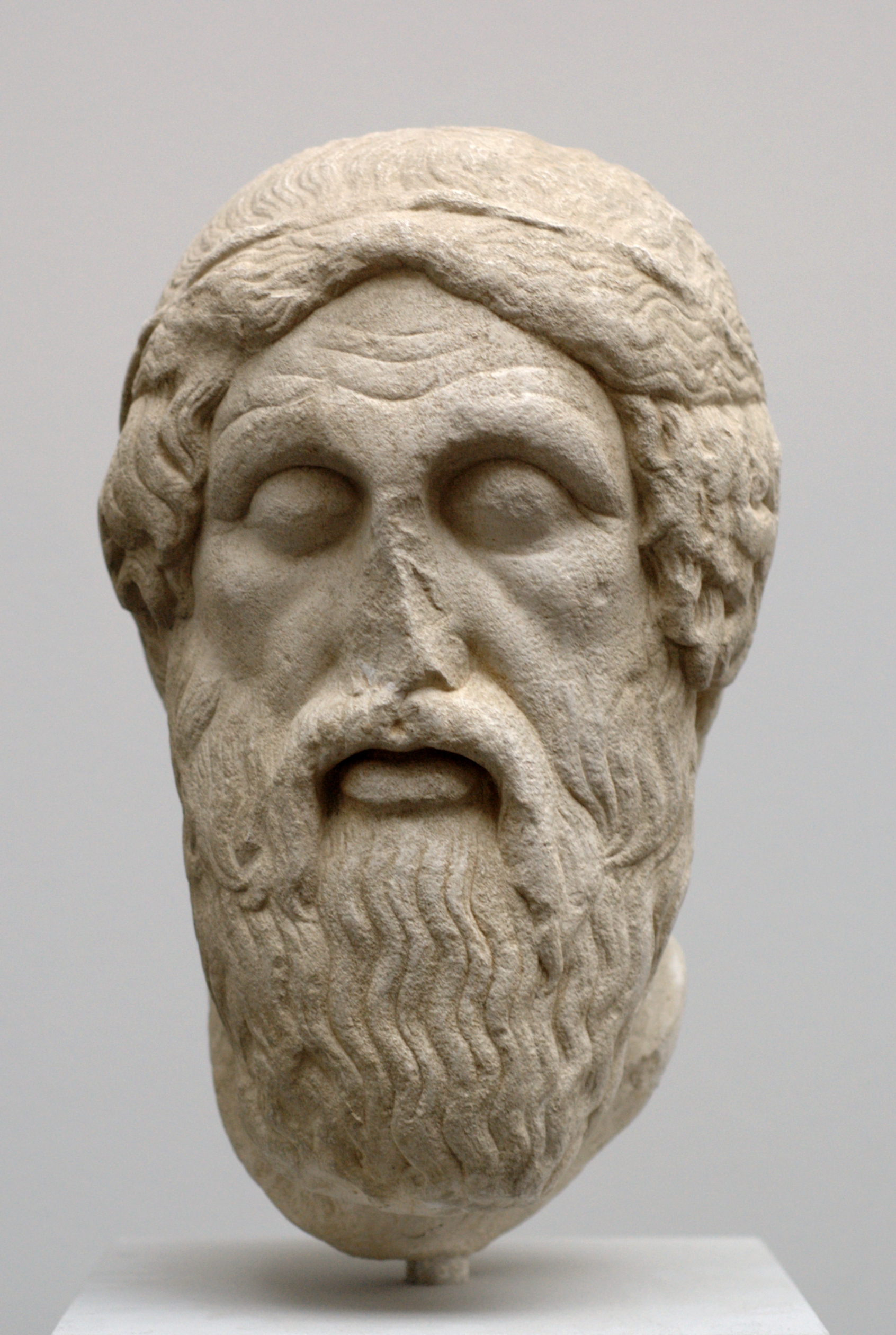
«Гомер»
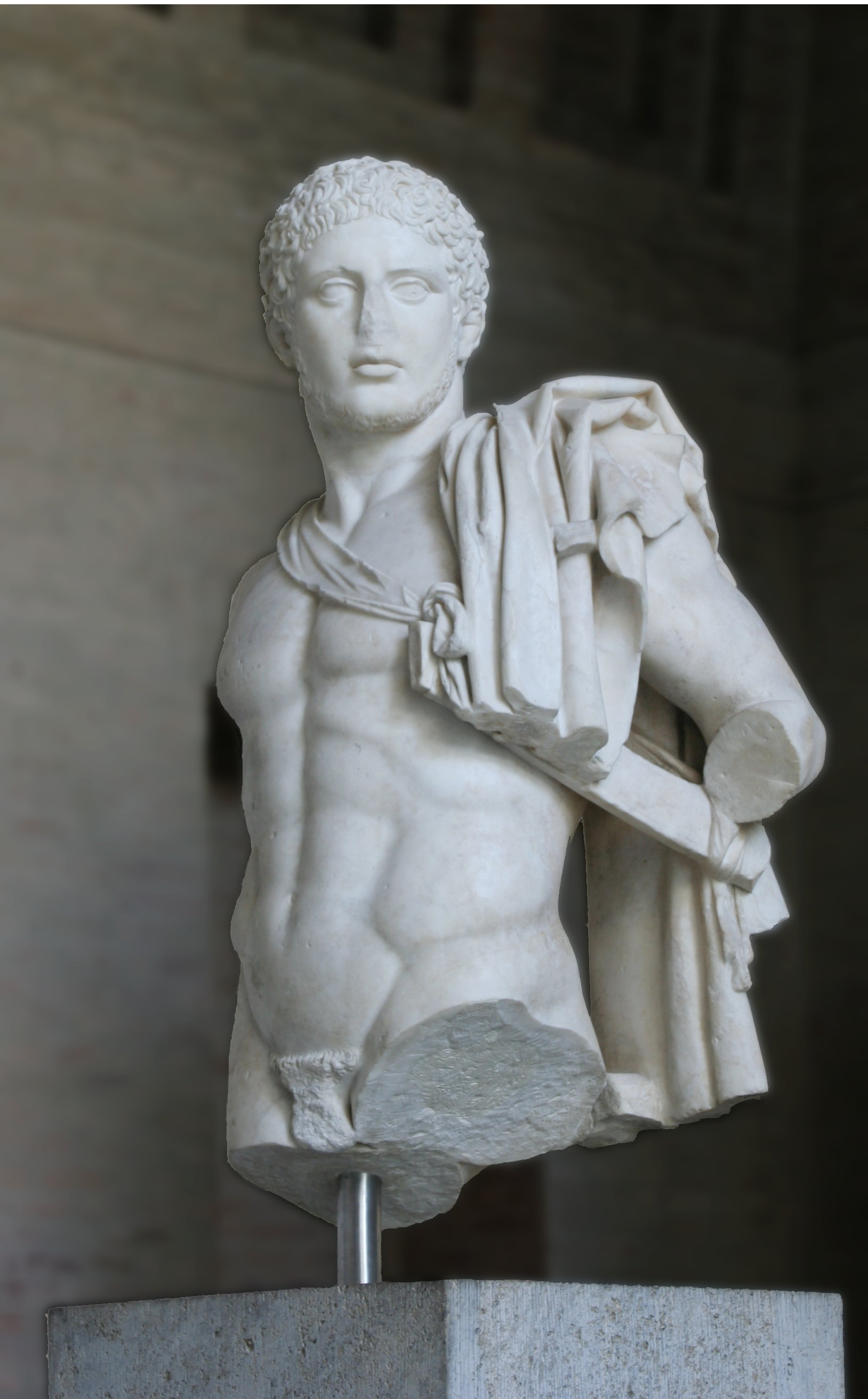
«Діомед»
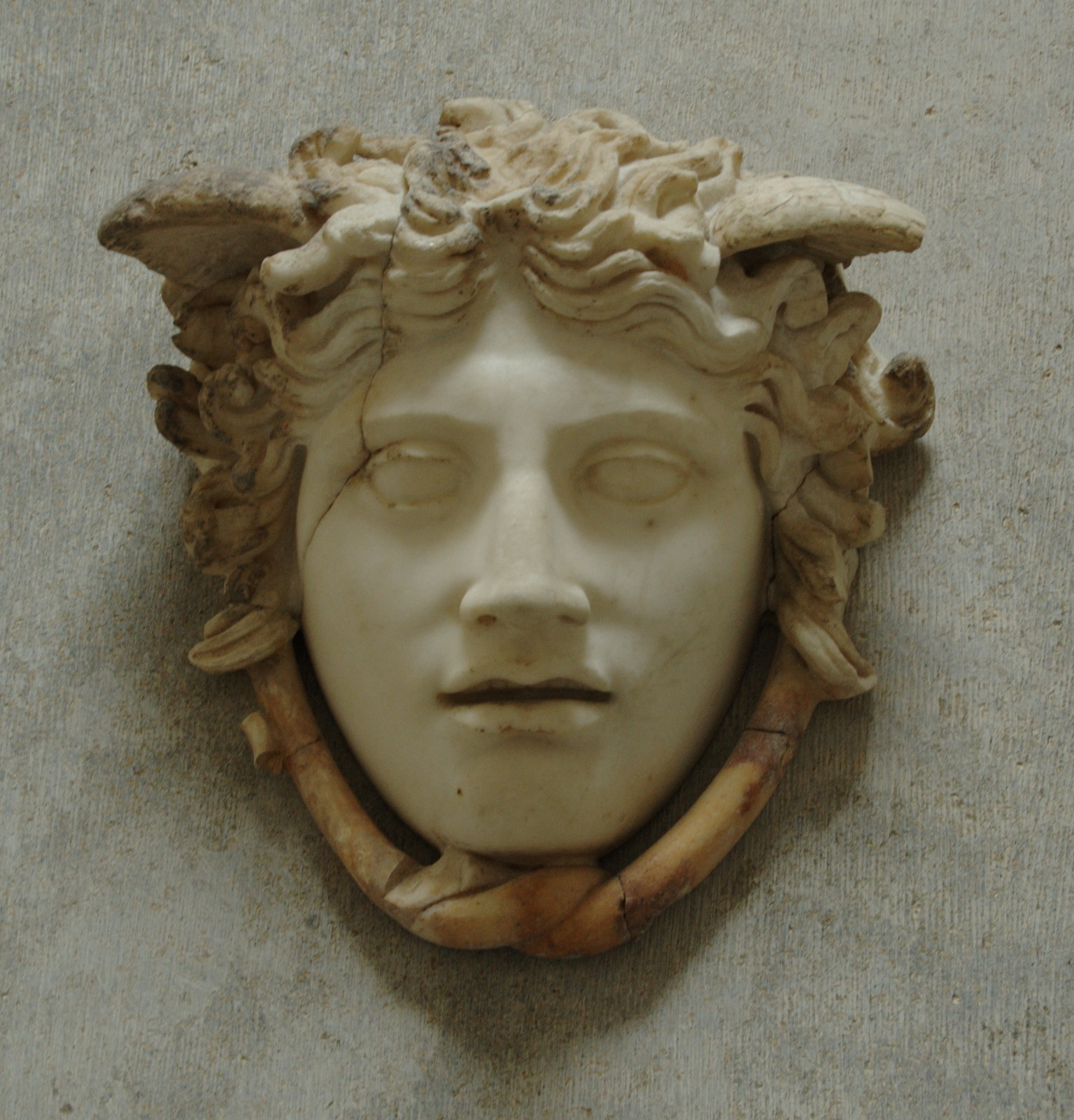
«Медуза Ронданіні»
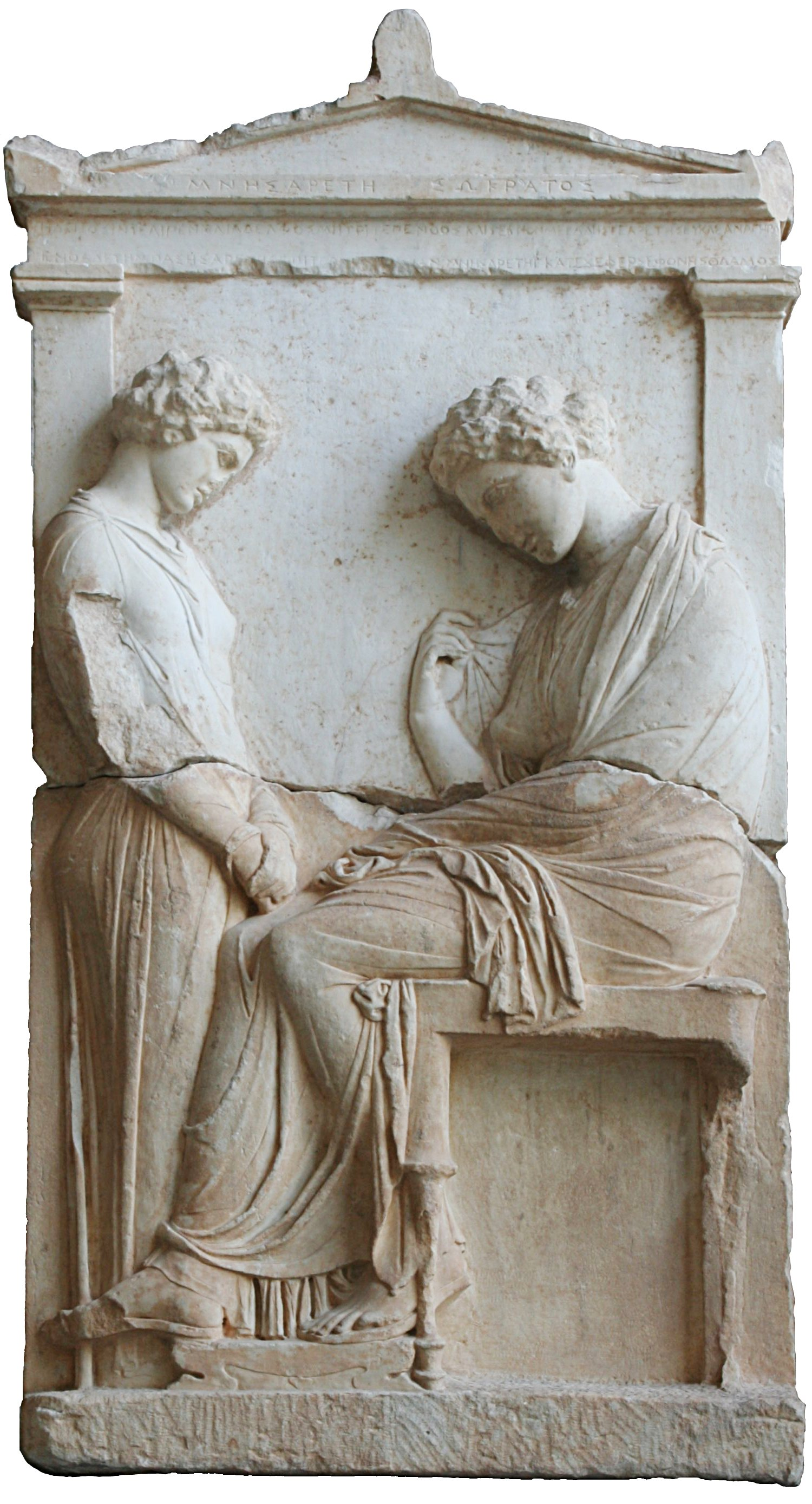
Надгробна стела Мнесарет
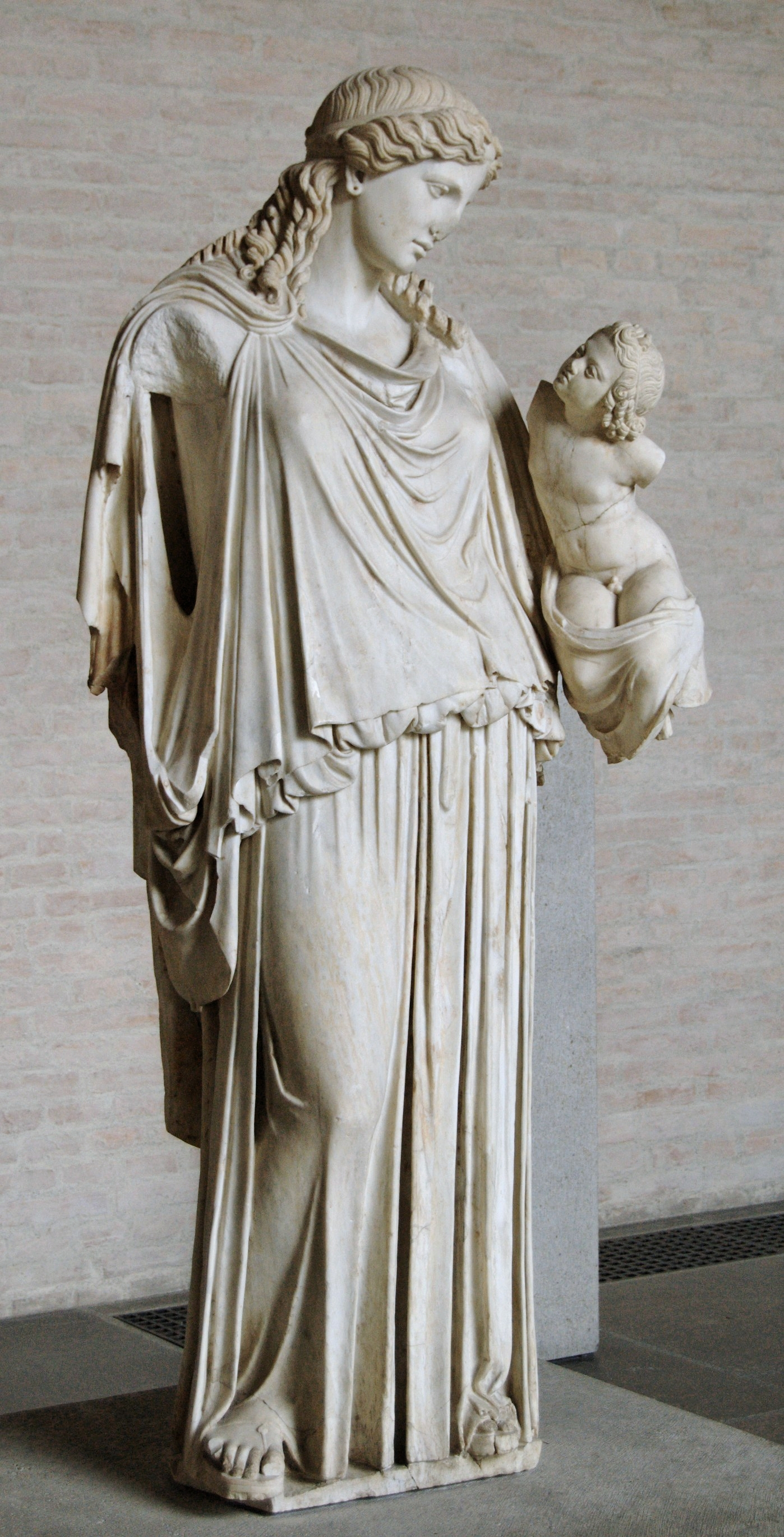
«Ейрена»
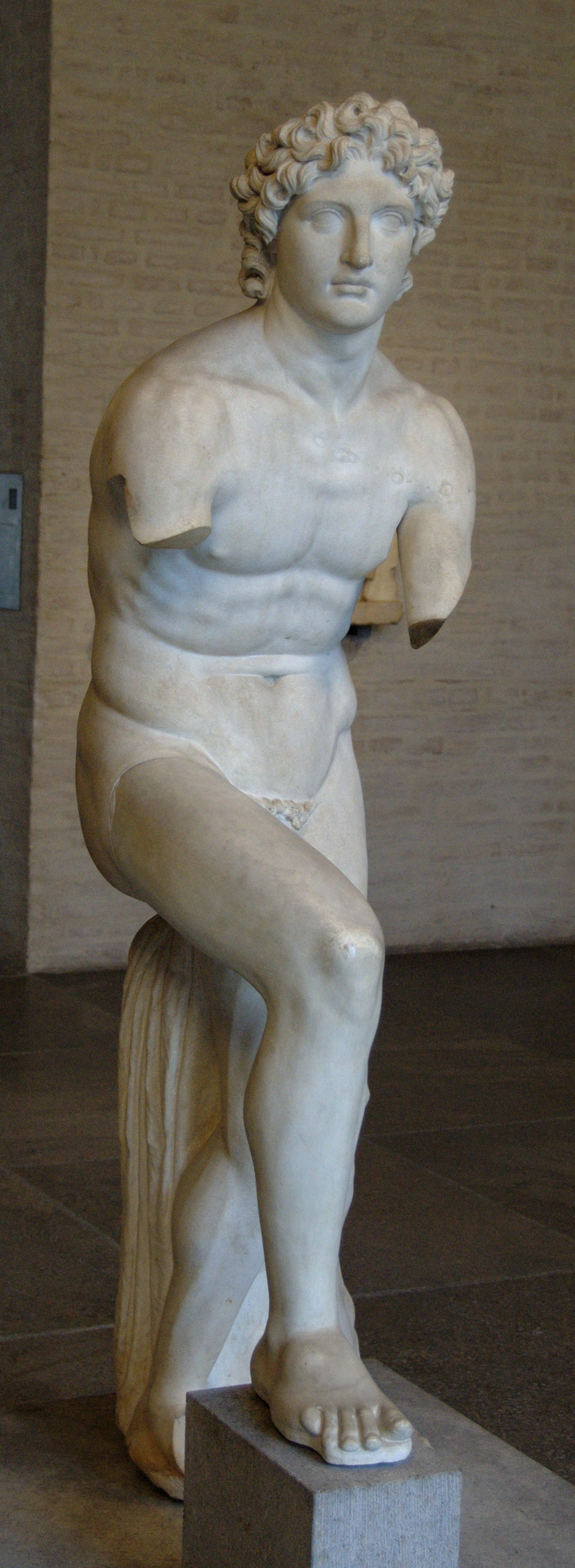
«Александр Ронданіні»

### Елліністичний період(326—146 роки до н.е.)
Цей період в експозиції музею представляє всесвітньо відомий «Фавн Барберіні» (220 р. до н. е.). До цього ж періоду належать відомі римські копії грецьких скульптур: «Хлопчик з гусаком» (бл. 250 р. до н. е.) і «Стара п'яниця» (бл. 200 р. до н. е.).

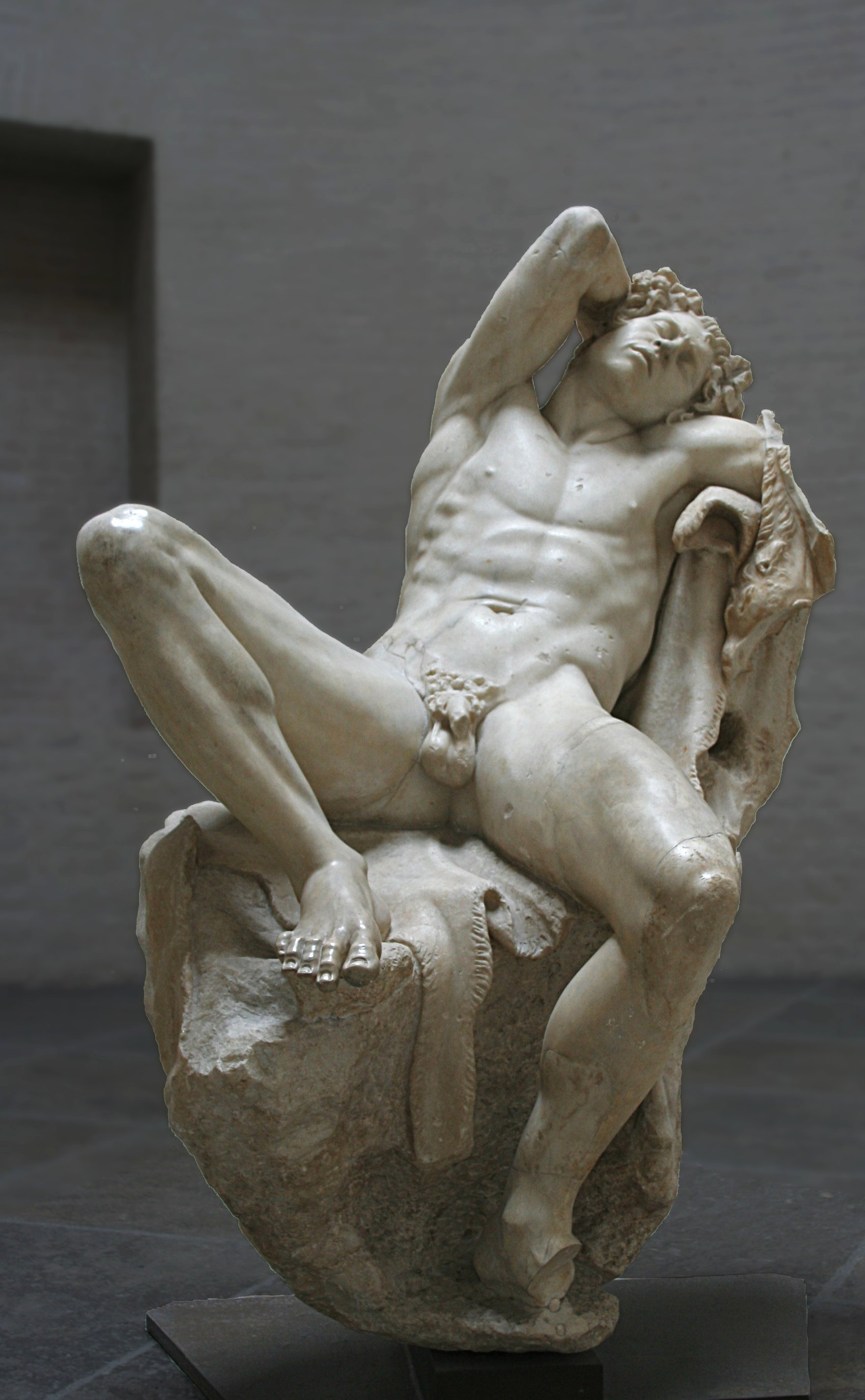
«Фавн Барберіні»
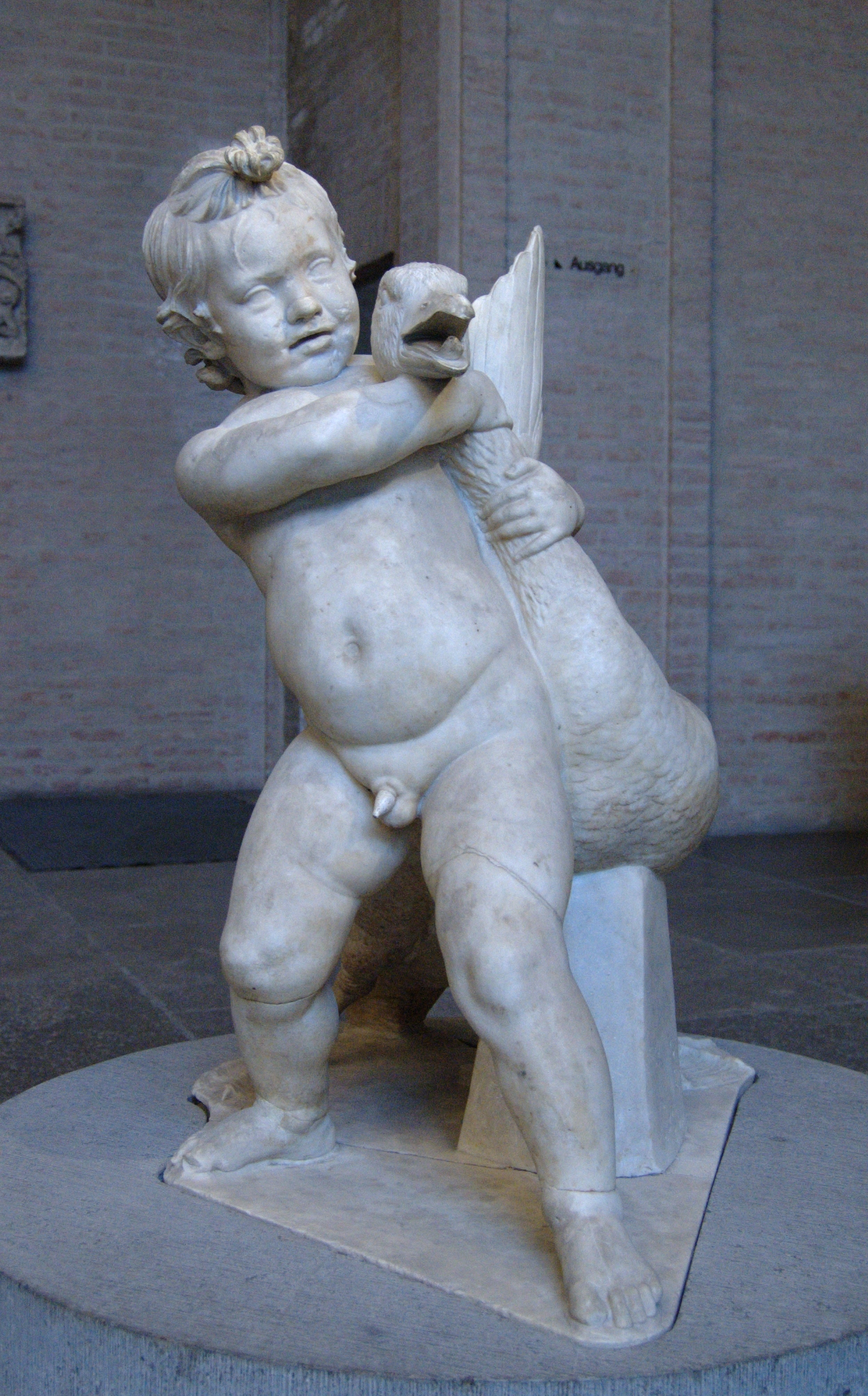
«Хлопчик з гусаком»
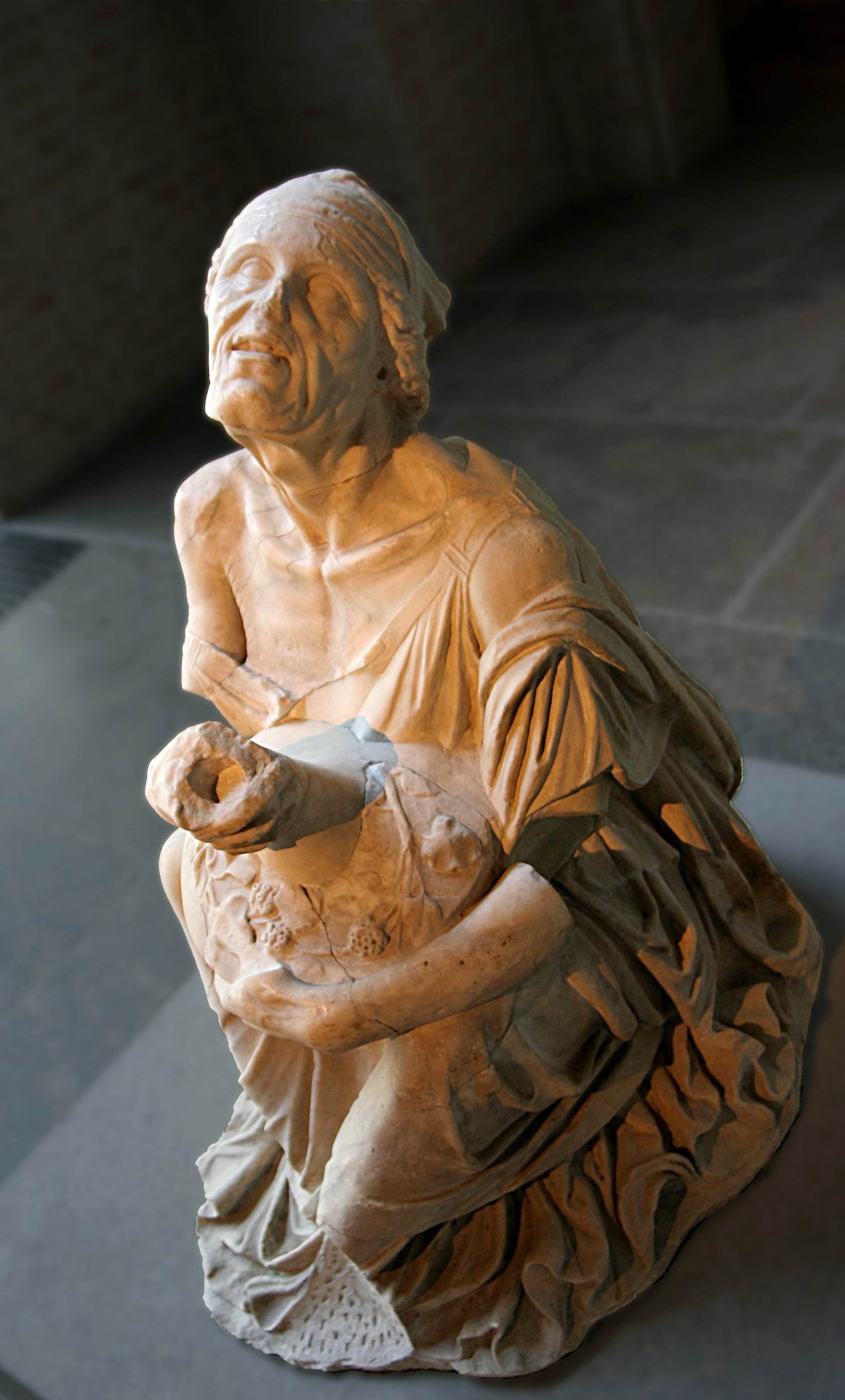
«Стара п'яниця з лагіносом»

### Римська скульптура (150р. до н.е.— 400р. н.е.)
У класичному римському стилі виконана «Голова юнака» з бронзи (початок н. е.). У Гліптотеці представлена велика колекція римських бюстів, серед них — найбільш відомі Марія та Сулли (бл. 40 р. до н. е.), а також імператора Августа (бл. 40 р. н. е.), Нерона (65 р. н. е.), Септимія Севера (200 р. н. е.) та його дружини Юлії Домни (195 р. н. е.). Одна зі статуй з ременем від щита зображує принца Доміціана (75 р. н. е.).

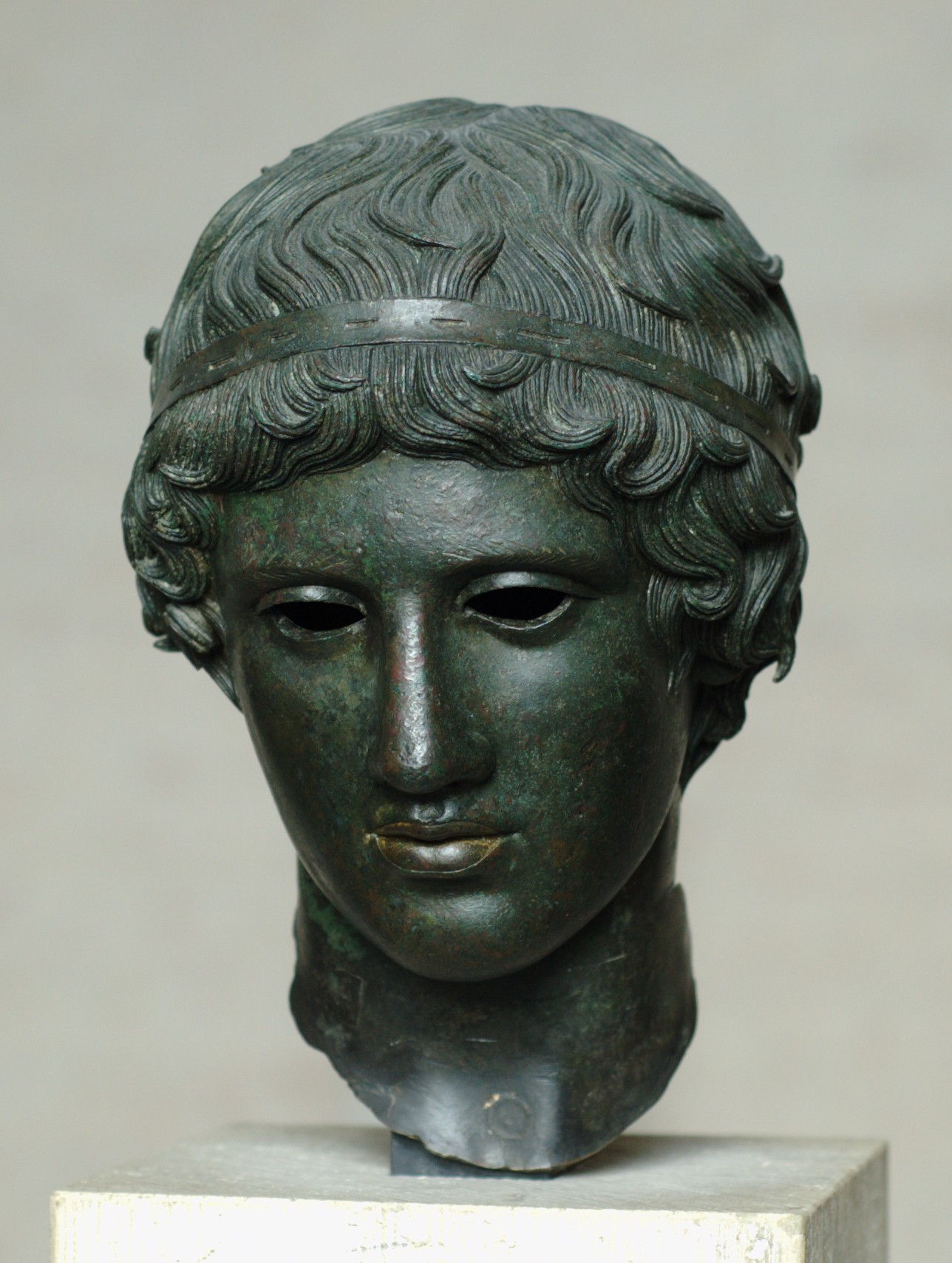
Бронзова голова юнака
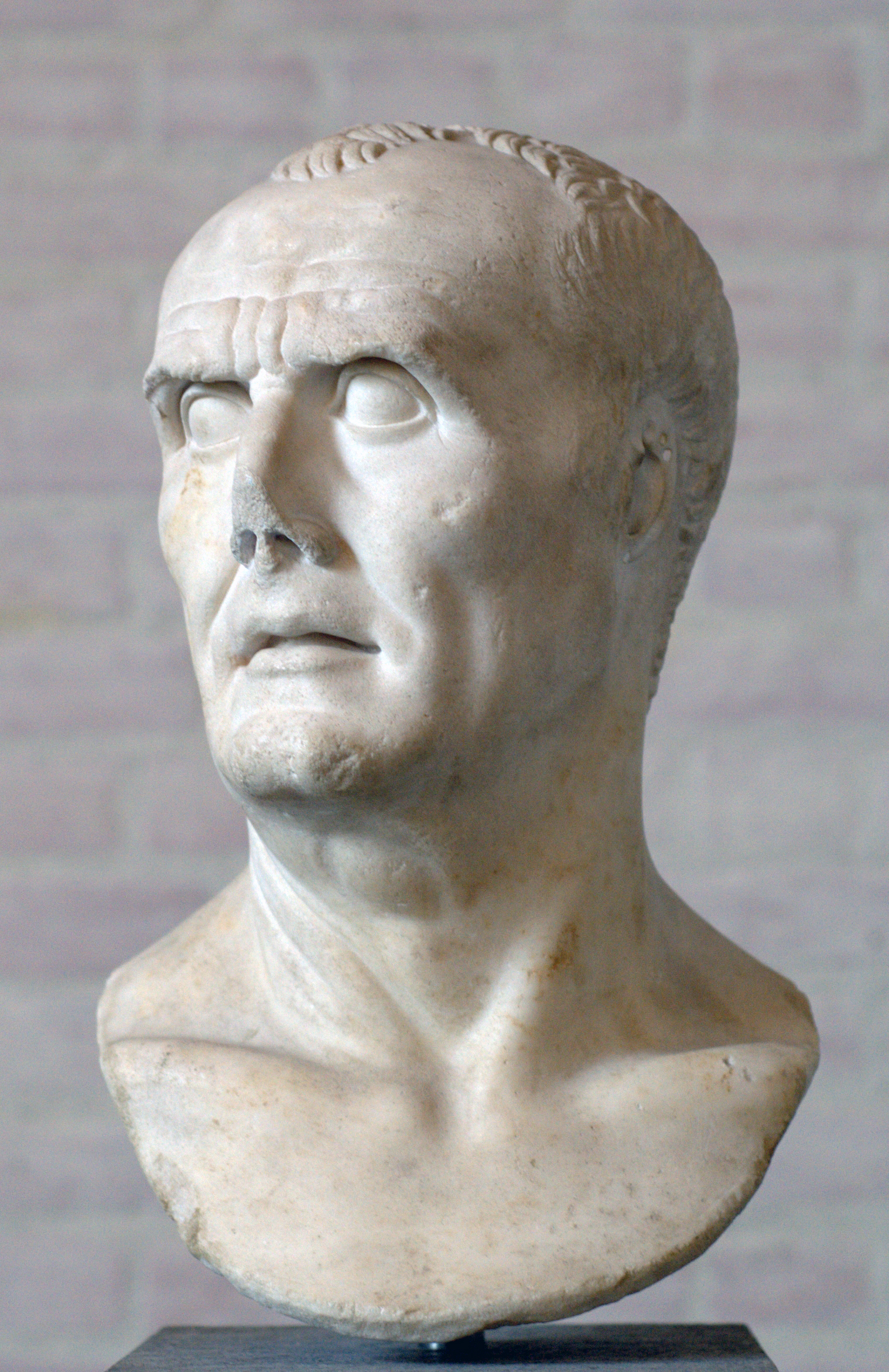
Марій
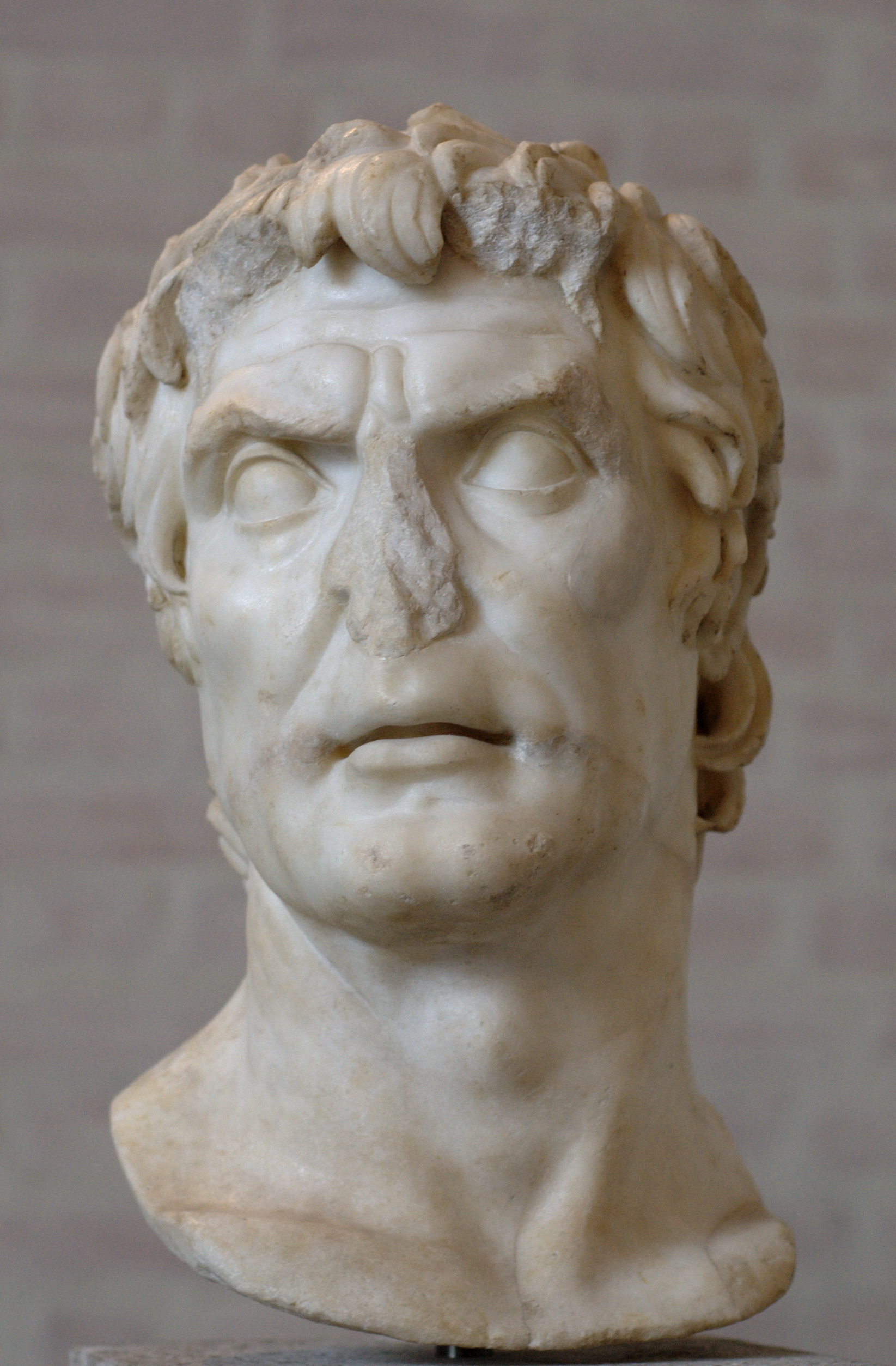
Сулла
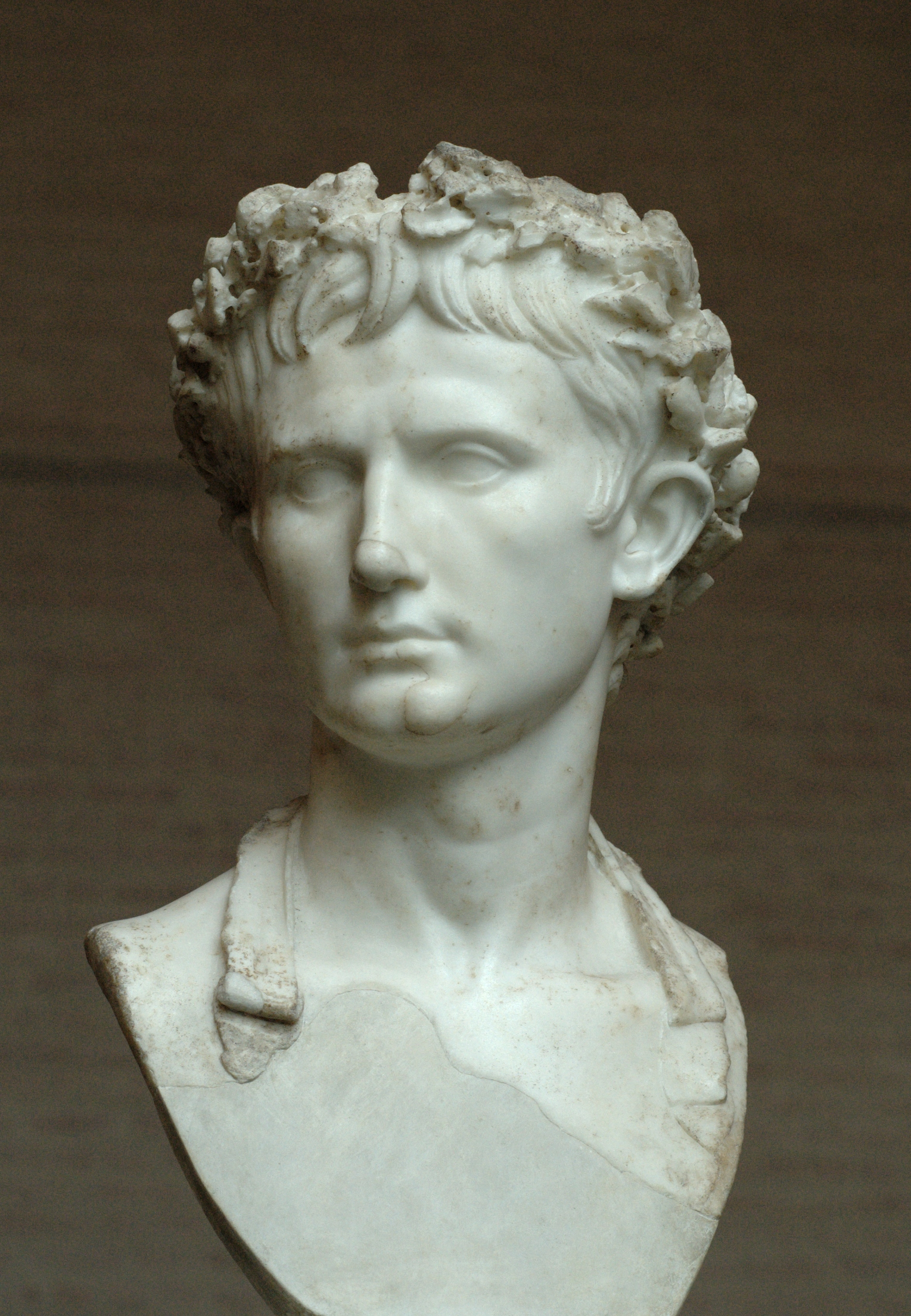
Імператор Август
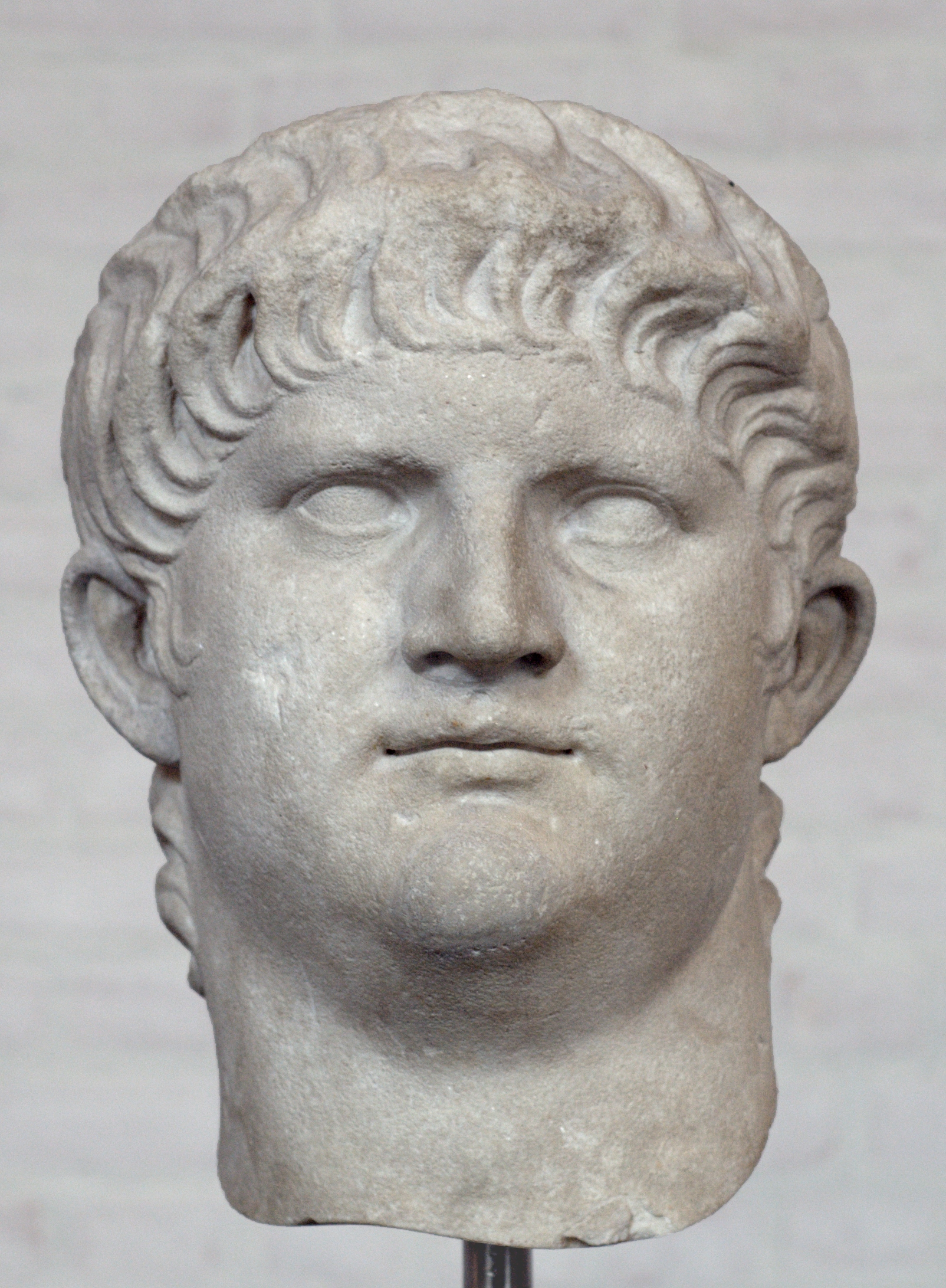
Нерон
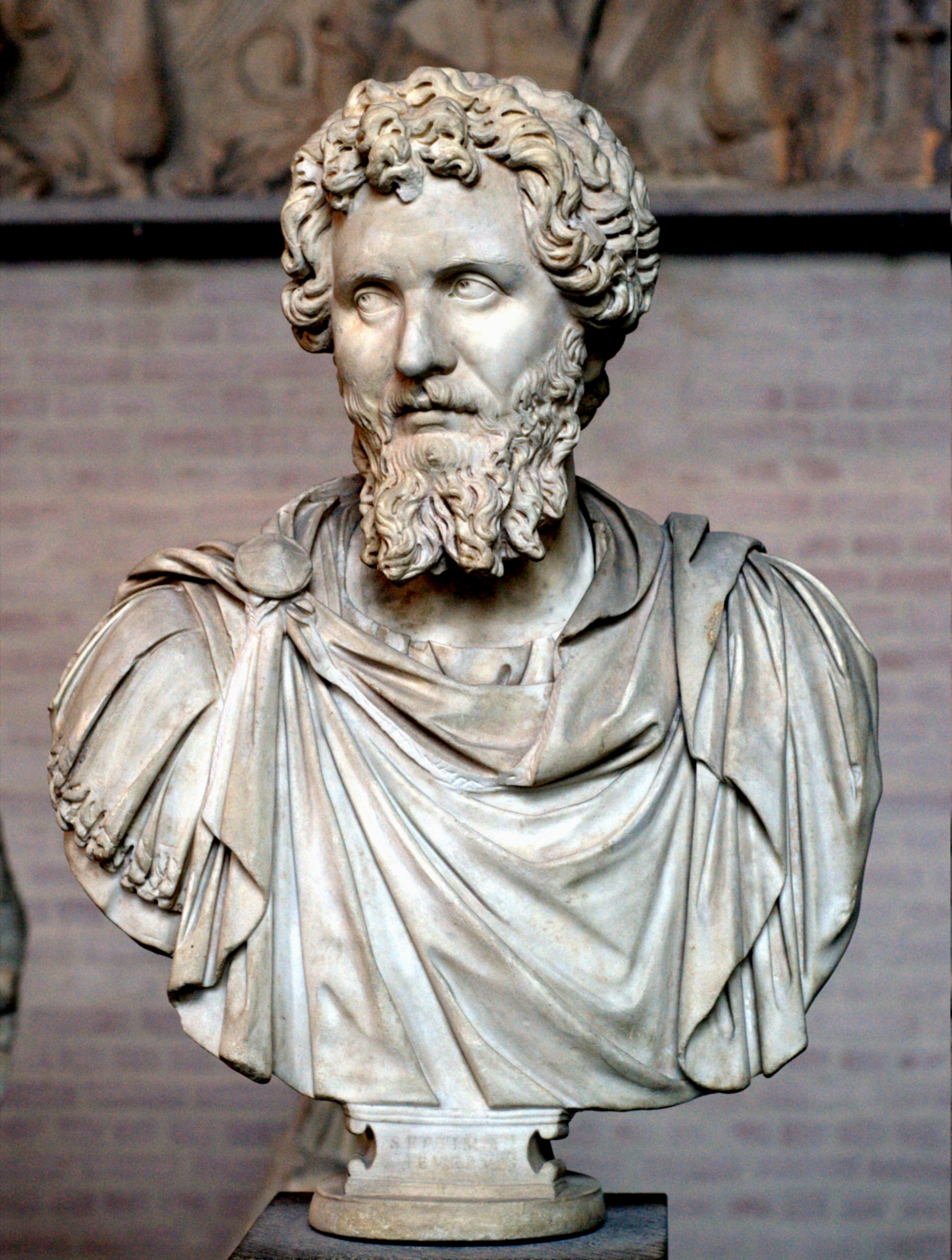
Септимій Север
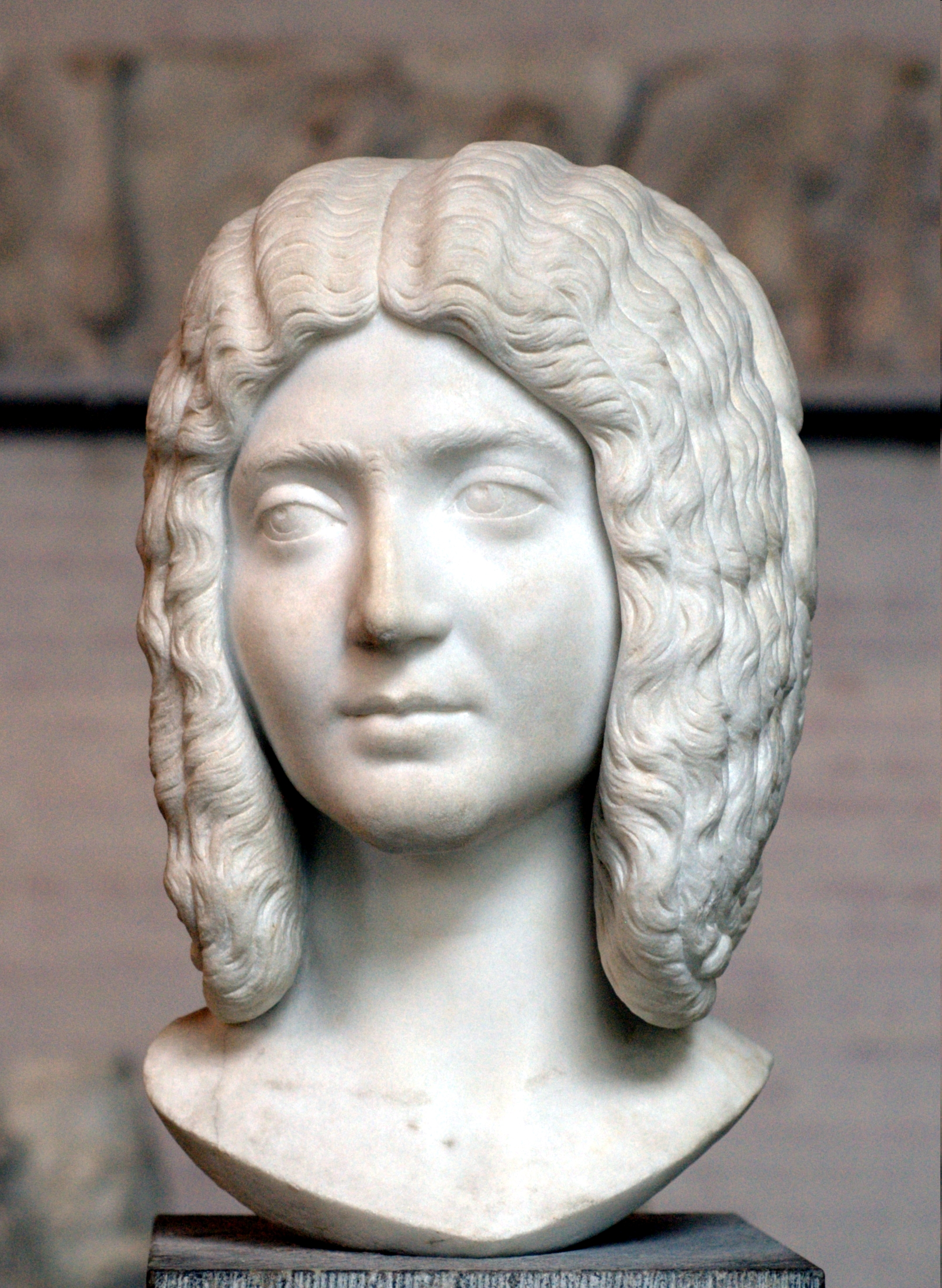
Юлія Домна
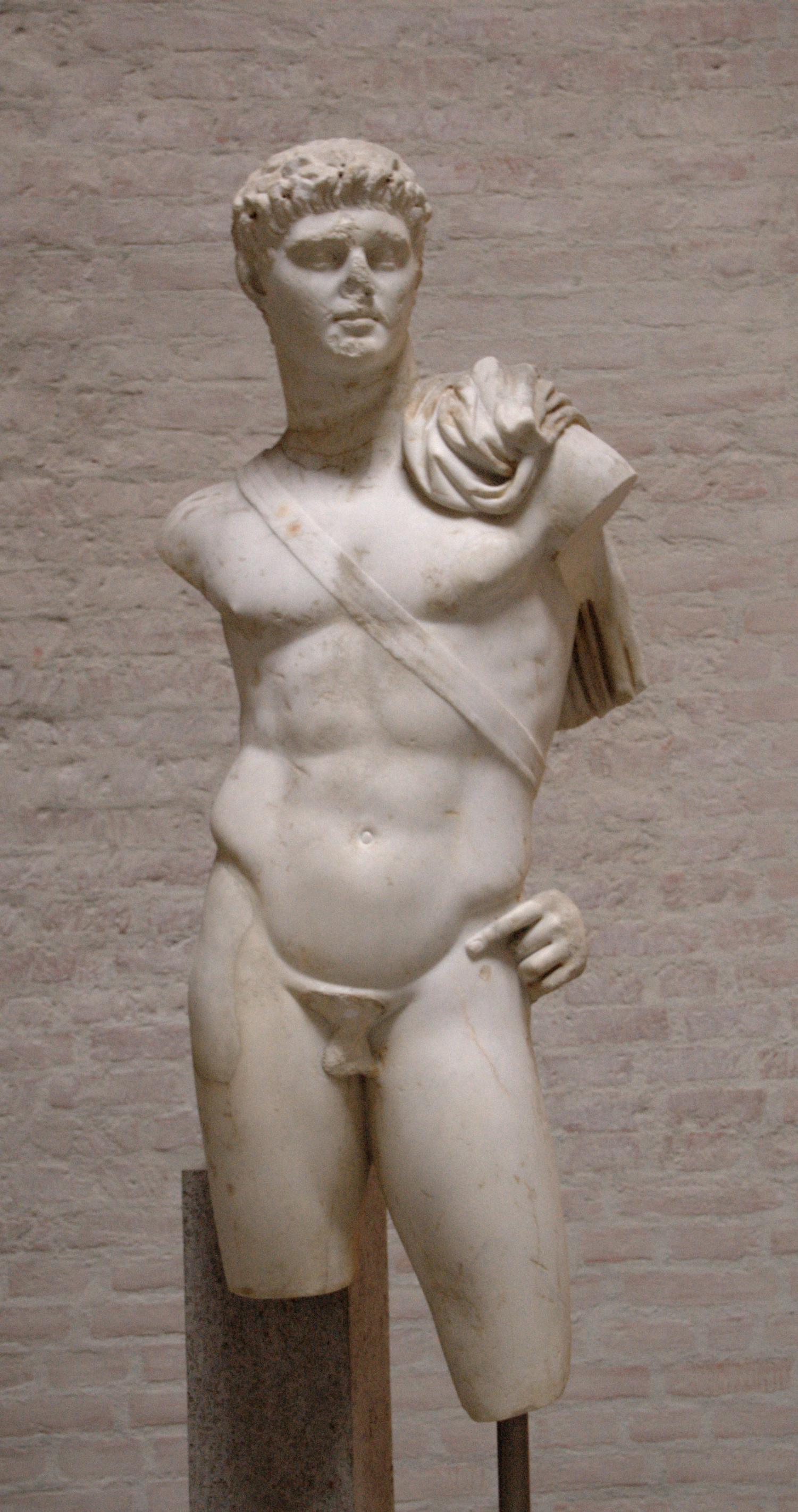
Доміціан

## Античність вмюнхенському ареалі мистецтва
Зібрання Гліптотеки доповнюють античні вази, вироби з бронзи і золота в античному зібранні. Твори греко-римської скульптури, що з'явилися в Єгипті після його завоювання еллінами, знаходяться в Державному музеї єгипетського мистецтва. Копії знаменитих скульптур античності з інших музеїв світу розміщуються в Музеї копій класичної скульптури зі східної сторони площі Кенігсплац.

## Тимчасові експозиції в Гліптотеці
- «Bunte Götter»